# Дубока (Комижа)
Дубока је насељено место у саставу града Комиже, на острву Вису, Сплитско-далматинска жупанија, Република Хрватска.

## Историја
До територијалне реорганизације у Хрватској налазила се у саставу старе општине Вис. Као самостално насељено место, Дубока постоји од пописа 2001. године. Настало је издвајањем дела насеља Подшпиље.

## Становништво
На попису становништва 2011. године, Дубока је имала 13 становника. За национални састав 1991. године, погледати под Подшпиље.
| Број становника по пописима | Број становника по пописима | Број становника по пописима | Број становника по пописима | Број становника по пописима | Број становника по пописима | Број становника по пописима | Број становника по пописима | Број становника по пописима | Број становника по пописима | Број становника по пописима | Број становника по пописима | Број становника по пописима | Број становника по пописима | Број становника по пописима | Број становника по пописима |
| --------------------------- | --------------------------- | --------------------------- | --------------------------- | --------------------------- | --------------------------- | --------------------------- | --------------------------- | --------------------------- | --------------------------- | --------------------------- | --------------------------- | --------------------------- | --------------------------- | --------------------------- | --------------------------- |
| 1857                        | 1869                        | 1880                        | 1890                        | 1900                        | 1910                        | 1921                        | 1931                        | 1948                        | 1953                        | 1961                        | 1971                        | 1981                        | 1991                        | 2001                        | 2011                        |
| 0                           | 0                           | 0                           | 7                           | 50                          | 70                          | 0                           | 52                          | 48                          | 55                          | 41                          | 31                          | 0                           | 0                           | 6                           | 13                          |

Напомена: У 2001. настало издвајањем из насеља Подшпиље. Од 1857. до 1880. и у 1921. подаци су садржани у насељу Комижа, а у 1981. и 1991. у насељу Подшпиље.